# Max Montavon
Pour les articles homonymes, voir Montavon (homonymie).
Max Montavon est un acteur français, né le 24 juillet 1926 à Vincennes et mort le 22 septembre 1983 dans le 17e arrondissement de Paris.

## Biographie
Max Montavon a joué les seconds rôles dans près de 150 films. Il ne commença sa carrière au théâtre et au cinéma qu'au milieu des années 1950. Il apparaît dans de nombreuses comédies populaires des années 1960 et 70, notamment dans des films avec Louis de Funès.
Fils d'horloger, il passe son enfance en Suisse, et monte à Paris pour suivre les cours du Conservatoire d'art dramatique. Puis il se produit au cabaret "Liberty's", poussé par son ami Lucien Jeunesse, où il  joue les travestis. Ses numéros vont faire démarrer sa carrière au théâtre, et différentes opérettes.

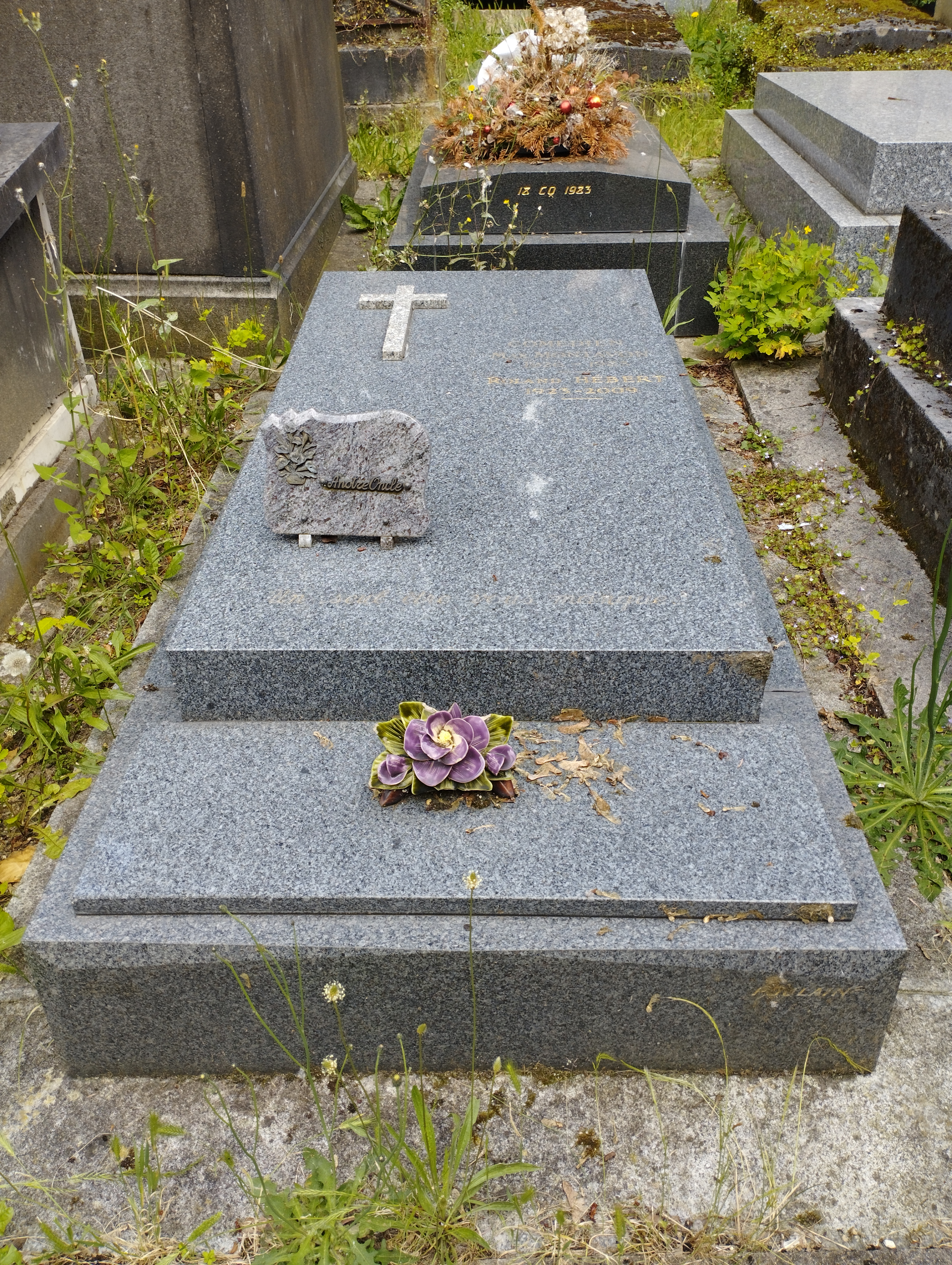
Tombe de Max Montavon au cimetière de Montmartre (division 5).

Il meurt d'une crise cardiaque le 22 septembre 1983 à Paris, à l'âge de 57 ans. Il est inhumé au cimetière de Montmartre (division 5).
Comme l'indique Marc Lemonier dans son ouvrage L'intégrale de Funès, Louis de Funès était très proche de Max Montavon, lequel assista aux funérailles du comique préféré des Français. Inversement, dans la biographie écrite avec son frère Olivier de Funès, Patrick de Funès raconte étrangement que Louis de Funès est mort peu après Max Montavon et a assisté à son enterrement, étant même capable de livrer une anecdote précise...or Louis de Funès est mort le 27 janvier 1983, soit 9 mois plus tôt...

## Théâtre
- 1957 : Faisons un rêve de Sacha Guitry
- 1960 : Le Balcon de Jean Genet, mise en scène Peter Brook, théâtre du Gymnase
- 1960 : Boubouroche de Georges Courteline, mise en scène Georges Chamarat, théâtre des Célestins
- 1960 : Les femmes veulent savoir de Jacques Glaizal et Anne Blehaut, mise en scène Christian-Gérard, Théâtre des Arts
- 1962 : Les Caprices de Marianne d'Alfred de Musset, mise en scène Jean-Laurent Cochet, théâtre de l'Ambigu
- 1962 : Le Malade imaginaire de Molière, mise en scène Jean Favre-Bertin, théâtre de l'Ambigu
- 1963 : Le Glorieux de Philippe Néricault Destouches, mise en scène Jean-Paul Roussillon, théâtre de l'Ambigu
- 1965 : Les Barbares de Jacques Bedos, mise en scène Frédéric Valmain, Théâtre Charles de Rochefort
- 1965 : La Dame de chez Maxim de Georges Feydeau, mise en scène Jacques Charon, théâtre du Palais-Royal
- 1969 : La Périchole de Jacques Offenbach, mise en scène Maurice Lehmann, théâtre de Paris
- 1971 : Dumas le magnifique d'Alain Decaux, mise en scène Julien Bertheau, théâtre du Palais Royal
- 1971 : La main passe de Georges Feydeau, mise en scène Pierre Mondy, théâtre Marigny
- 1972 : Gipsy, opérette-tzigane de Francis Lopez, rôle du capitaine Conrad, mise en scène Edgar Duvivier, théâtre du Châtelet
- 1973 : Azaïs de Louis Verneuil
- 1974 : Les Trois Mousquetaires, opérette-western de Francis Lopez, rôle de Richelieu, mise en scène Francis Lopez, théâtre du Châtelet
- 1976 : La main passe de Georges Feydeau
- 1977 : Au plaisir, Madame de Philippe Bouvard, mise en scène Jean-Marie Rivière, théâtre Michel
- 1979 :  La Perle des Antilles, opérette de Francis Lopez, théâtre de la Renaissance

## Filmographie

### Cinéma
- 1949 : Millionnaires d'un jour d'André Hunebelle
- 1950 : Méfiez-vous des blondes d'André Hunebelle - sous réserves
- 1951 : Et ta sœur d'Henri Lepage
- 1951 : La Maison Bonnadieu de Carlo Rim
- 1954 : Nana de Christian-Jaque - sous réserves
- 1955 : L'Affaire des poisons d'Henri Decoin : un badaud à l'exécution
- 1955 : Ce sacré Amédée de Louis Félix
- 1955 : L'Irrésistible Catherine d'André Pergament
- 1956 : Pitié pour les vamps de Jean Josipovici : le modiste
- 1956 : Que les hommes sont bêtes de Roger Richebé : le barman
- 1956 : Reproduction interdite / Meurtre à Montmartre de Gilles Grangier : un ami de Claude et Viviane
- 1956 : Le Septième Commandement, de Raymond Bernard : le garçon d'étage de Paris
- 1957 : À pied, à cheval et en voiture de Maurice Delbez - sous réserves
- 1957 : Les Lavandières du Portugal de Pierre Gaspard-Huit
- 1957 : Le Temps des œufs durs de Norbert Carbonnaux : l'expert en billets de banque
- 1958 : Ni vu, ni connu d'Yves Robert : un détenu
- 1958 : Chaleurs d'été de Louis Félix
- 1958 : Les Motards de Jean Laviron
- 1958 : Le Petit Prof de Carlo Rim
- 1958 : Le Sicilien de Pierre Chevalier : le garçon de restaurant
- 1958 : Soupe au lait de Pierre Chevalier
- 1958 : La Tête contre les murs de Georges Franju : l'interné au réfectoire
- 1958 : Le Mouton de Pierre Chevalier : le coiffeur de la prison
- 1958 : La Vie à deux de Clément Duhour : Lecomte, le secrétaire de Carreau
- 1958 : Les Livreurs de Jean Girault
- 1959 : La Corde raide de Jean-Charles Dudrumet
- 1959 : Les Dragueurs de Jean-Pierre Mocky : un invité à la surboum
- 1959 : Les Héritiers de Jean Laviron
- 1959 : Heures chaudes de Louis Félix
- 1959 : Les Yeux sans visage, de Georges Franju - sous réserves
- 1959 : Le Huitième Jour de Marcel Hanoun
- 1959 : La Marraine de Charley de Pierre Chevalier : Le sommelier
- 1959 : Match contre la mort de Claude Bernard-Aubert
- 1959 : Monsieur Suzuki de Robert Vernay
- 1959 : Pantalaskas de Paul Paviot : Le garçon de café
- 1959 : Rue des prairies de Denys de La Patellière : un prisonnier libéré
- 1959 : Babette s'en va-t-en guerre de Christian-Jaque
- 1959 : La Verte Moisson de François Villiers - Rôle coupé au montage, figure néanmoins au générique final
- 1960 : Tête folle de Robert Vernay
- 1960 : La Bride sur le cou de Jean Aurel, puis Roger Vadim : un serveur
- 1960 : Hold-up à Saint-Trop' de Louis Félix
- 1960 : Samedi soir de Yannick Andréi
- 1960 : Les Vieux de la vieille de Gilles Grangier - sous réserves
- 1961 : Le Bluffeur de Sergio Gobbi
- 1961 : Cause toujours, mon lapin de Guy Lefranc
- 1961 : La Poupée de Jacques Baratier : le scientifique
- 1961 : Le Rendez-vous de minuit de Roger Leenhardt
- 1961 : Les Sept Péchés capitaux, sketch La Jalousie de Roger Vadim
- 1961 : Snobs ! de Jean-Pierre Mocky : M. Duchat
- 1961 : Tout l'or du monde de René Clair : un automobiliste
- 1961 : Une grosse tête, de Claude de Givray
- 1962 : Les Ennemis d'Édouard Molinaro - sous réserves
- 1962 : Comment réussir en amour, de Michel Boisrond : l'éditeur de chansons
- 1962 : C'est pas moi, c'est l'autre de Jean Boyer
- 1962 : Clémentine chérie de Pierre Chevalier : le liftier
- 1962 : Le Masque de fer de Henri Decoin : le notaire
- 1962 : Les Veinards, sketch Le Gros Lot de Jack Pinoteau : un vendeur de la bijouterie
- 1962 : Le Repos du guerrier de Roger Vadim - sous réserves -
- 1963 : Les Bricoleurs de Jean Girault : Le bègue qui passe son permis
- 1963 : Carambolages de Marcel Bluwal : l'agent de police qui annonce l'accident
- 1963 : Cherchez l'idole de Michel Boisrond : Loulou, le photographe
- 1963 : Les Durs à cuire de Jack Pinoteau : l'homosexuel
- 1963 : L'Honorable Stanislas, agent secret de Jean-Charles Dudrumet : le réceptionniste de l'hôtel
- 1963 : La Porteuse de pain de Maurice Cloche : un gendarme
- 1963 : La Ronde de Roger Vadim
- 1963 : Un mort à moitié prix de Claude de Givray
- 1963 : L'Amour à la chaîne de Claude de Givray : le photographe
- 1963 : L'Abominable Homme des douanes de Marc Allégret : La Globule, un tueur
- 1963 : Judex de Georges Franju : le valet de Cocantin
- 1964 : Comment épouser un premier ministrede Michel Boisrond : les « deux » policiers
- 1964 : Fifi la plume / L'Ange de Albert Lamorisse
- 1964 : Les Gros Bras de Francis Rigaud : le barman
- 1964 : Les Mordus de Paris de Pierre Armand
- 1964 : Les Aventures de Salavin de Pierre Granier-Deferre
- 1964 : Déclic et des claques de Philippe Clair - Rôle coupé au montage, figure néanmoins au générique final -
- 1965 : Les Baratineurs de Jean Girault : le secrétaire de Brandini
- 1965 : Bon week-end ou Les Enquiquineurs de Roland J. Quignon
- 1965 : Le Grand Restaurant, de Jacques Besnard : le violoniste et le client qui déclare 'Oh, mais ce n'est pas cher du tout'
- 1965 : Fantomas se déchaîne d'André Hunebelle : le surveillant de l'institut
- 1965 : Ils sont nus de Claude Pierson : Crony
- 1965 : Pleins feux sur Stanislas, de Jean-Charles Dudrumet : le barman du train
- 1966 : La Bourse et la Vie de Jean-Pierre Mocky
- 1966 : Les malabars sont au parfum de Guy Lefranc : Le client de l'auberge au chat
- 1966 : Fantomas contre Scotland Yard, de André Hunebelle : Alexandre, un majordome
- 1967 : Ce sacré grand-père de Jacques Poitrenaud - sous réserves
- 1967 : Le Petit Baigneur de Robert Dhéry : L'homme nu dans la cabine
- 1967 : Les Grandes Vacances de Jean Girault : Morizot, un professeur
- 1968 : Salut Berthe ! de Guy Lefranc
- 1969 : La Honte de la famille, de Richard Balducci
- 1969 : Le Cerveau de Gérard Oury : Un antiquaire
- 1969 : Hibernatus d'Édouard Molinaro : Rabier, le fondé de pouvoir
- 1969 : Le Bal du comte d'Orgel de Marc Allégret : un invité
- 1969 : La Dame dans l'auto avec des lunettes et un fusil de Anatole Litvak
- 1969 : Un merveilleux parfum d'oseille de Rinaldo Bassi : Le collègue d'Yves
- 1969 : Une femme libre de Claude Pierson
- 1970 : Et qu'ça saute ! de Guy Lefranc
- 1970 : Justine de Sade de Claude Pierson
- 1972 : Hellé de Roger Vadim
- 1972 : Absences répétées de Guy Gilles
- 1972 : Trop jolies pour être honnêtes de Richard Balducci : l'inspecteur
- 1972 : Les Volets clos de Jean-Claude Brialy
- 1973 : Les Quatre Charlots mousquetaires d'André Hunebelle
- 1973 : Le Concierge de Jean Girault : le metteur en page de l'imprimerie
- 1973 : Par ici la monnaie / Les Démerdards de Richard Balducci : le colonel
- 1973 : Les Chinois à Paris de Jean Yanne - sous réserves
- 1974 : Pourvu qu'on ait l'ivresse de Rinaldo Bassi
- 1974 : Tamara ou Comment j'ai enterré ma vie de jeune fille de Michel Berkowitch
- 1974 : Les Ravageuses de sexe de Richard Balducci
- 1975 : Y'en a plein les bottes  de Franz Marischka
- 1976 : Silence... on tourne ! de Roger Coggio : Max, le maquilleur
- 1976 : L'Aile ou la Cuisse de Claude Zidi : M. Godefroy
- 1976 : Drôles de zèbres de Guy Lux : le client homosexuel
- 1976 : Liebesgrübe aus der Lederhose 3 Teil: Sexexpress in Oberbayern de Gunter Otto
- 1977 : Comme sur des roulettes de Nina Companeez : Lafertillière
- 1977 : Ça fait tilt d'André Hunebelle et Jacques Garcia : Alfred
- 1977 : Les Zizis en folie de Jean-Claude Roy
- 1978 : Christa, folle de son sexe de Michel Berkowitch : Zouzou
- 1978 : Liebesgrübe aus der Lederhose 3 Teil : Die Bruchpiloten von Königssee de Gunter Otto : Xavier
- 1978 : Sophie, petite fille perverse de Michel Berkowitch
- 1979 : L'Avare, de Jean Girault et Louis de Funès : maître Simon
- 1979 : Comme une femme de Christian Dura : Max
- 1979 : Duos sur canapé de Marc Camoletti : le vendeur
- 1979 : Le Gagnant de Christian Gion
- 1980 : Est-ce bien raisonnable ? de Georges Lautner : le greffier
- 1981 : On n'est pas des anges... elles non plus de Michel Lang : l'homosexuel de la piscine
- 1981 : Les Surdoués de la première compagnie de Michel Gérard
- 1981 : T'inquiète pas, ça se soigne d'Eddy Matalon : un patient
- 1981 : Prends ta Rolls et va pointer de Richard Balducci : le douanier efféminé
- 1981 : La Soupe aux choux de Jean Girault : le frère Poulangeard
- 1982 : Les Misérables de Robert Hossein : le gardien de l'usine
- 1982 : Le Gendarme et les Gendarmettes, de Jean Girault et Tony Aboyantz : le pharmacien
- 1982 : Liebesgrübe aus der Lederhose, 3 Teil : Eine Mutter namens Waldemar de Gunter Otto
- 1982 : N'oublie pas ton père au vestiaire de Richard Balducci
- 1982 : Salut la puce de Richard Balducci
- 1982 : Le blaireau s'fait mousser de Jean-Claude Strömme et Meyer Berreby - Film resté inédit : le commissaire
- 1982 : Les Diplômés du dernier rang de Christian Gion : le chauffeur précieux
- 1982 : Super flic se déchaîne / Y a-t-il un pirate sur l'antenne ? de Jean-Claude Roy
- 1982 : Retenez-moi... ou je fais un malheur ! de Michel Gérard : le régisseur
- 1982 : On l'appelle Catastrophe de Richard Balducci : Puidubourg
- 1983 : Un bon petit diable de Jean-Claude Brialy : le sonneur

### Télévision
- 1958 : Les Cinq Dernières Minutes, épisode Les Cheveux en quatre  de Claude Loursais (Série TV)
- 1962 : Les Jumelles (épisode du feuilleton L'inspecteur Leclerc enquête, de Yannick Andreï
- 1963 : Mon oncle Benjamin de René Lucot
- 1966 : Rouletabille chez les Bohémiens, de Robert Mazoyer : Bartholas
- 1964 : L'Abonné de la ligne U de Yannick Andreï
- 1968 : Au théâtre ce soir : Azaïs de Georges Berr et Louis Verneuil, mise en scène Jean Le Poulain, réalisation Pierre Sabbagh, théâtre Marigny
- 1970 : Rendez-vous à Badenberg, de Jean-Michel Meurice
- 1972 : Au théâtre ce soir : La Main passe de Georges Feydeau, mise en scène Pierre Mondy, réalisation Pierre Sabbagh, théâtre Marigny
- 1973 : Les Mohicans de Paris (d'après l'œuvre de Alexandre Dumas), feuilleton télévisé de Gilles Grangier
- 1973 : Joseph Balsamo, feuilleton télévisé d'André Hunebelle
- 1974 : Les Brigades du Tigre de Victor Vicas, épisode : Les Vautours : Delerche
- 1975 : Salvator et les Mohicans de Paris de Bernard Borderie
- 1977 : Recherche dans l'intérêt des familles de Philippe Arnal
- 1981 : Cinq-Mars de Jean-Claude Brialy